# Ryne Stanek
Pour les articles homonymes, voir Stanek.
Ryne Thomas Stanek (né le 26 juillet 1991 à Saint-Louis, Missouri, États-Unis) est un lanceur droitier des Astros de Houston de la Ligue majeure de baseball.

## Carrière
Ryne Stanek est repêché par les Mariners de Seattle au 3e tour de sélection en 2010, mais il ne signe pas de contrat avec le club,. Stanek entre à l'université de l'Arkansas où il joue au cours des années qui suivent pour l'équipe des Razorbacks. Il est le 29e athlète sélectionné lors du repêchage amateur de 2013 et est un choix de premier tour des Rays de Tampa Bay. Son premier contrat professionnel lui vaut une prime à la signature de 1 758 300 dollars. 
En 2014, Stanek commence sa carrière professionnelle en ligues mineures avec des clubs affiliés aux Rays de Tampa Bay.
En 2016 avec les Bulls de Durham, ses balles rapides sont régulièrement chronométrées à 160 km/h, et au moins une atteint 166 km/h. Il participe au match des étoiles du futur en juillet 2016 à San Diego.
Ryne Stanek fait ses débuts dans le baseball majeur comme lanceur de relève des Rays le 14 mai 2017 face aux Red Sox de Boston.